# Академічне оцінювання в Хорватії
Академічне оцінювання в Хорватії регулюється Міністерством науки, освіти і спорту. 

## Шкала оцінювання (числова та описова)
У Хорватії застосовується наступна офіційна шкала оцінювання до студентів початкової школи, середньої школи та університету: 
| 1 (0-50%)     | Недостатньо (nedovoljan)                              |
| 2 (51% -69%)  | Достатньо (dovoljan)                                  |
| 3 (70% -79%)  | Добре (dobar)                                         |
| 4 (80% -89%)  | Дуже добре (vrlo dobar)                               |
| 5 (90% -100%) | Відмінно (odličan у школах, izvrstan в університетах) |

1 (nedovoljan)  є незадовільна оцінка, а оцінки від 2 до 5 є прохідними. 
Багато вчителів використовують мінус і плюс символи як модифікатори оцінки. Наприклад, "-5" позначає оцінку, дещо нижчу, ніж "відмінно", тоді як "+4" позначає клас трохи вище, ніж "дуже добре". Використовуються також напівоцінки, такі як "4/5". Ці модифікатори є неофіційними і не відображаються в кінцевих звітах. 
У університетах шкала від 5 до 10 була використана до незалежності Хорватії від Югославії. Інші країни колишньої Югославії зберегли колишню шкалу, а Хорватія змінила її, щоб відповідати шкалі, яка застосовується в початковій та середній освіті.

## Оцінювання поведінки
Поведінка (vladanje)  оцінюється за 3-бальною описовою шкалою: 
- Погана (loše)
- Добра (dobro)
- Зразкова (uzorno)

На практиці більшість учнів отримують «зразкову» поведінку. Оцінка поведінки не враховується в середньому балі. 

## Середній бал
Середній бал оцінюється як середнє арифметичне всіх числових оцінок: 
- 1.00–1.99 Недостатньо
- 2.00–2.49 Достатньо
- 2.50–3.49 Добре
- 3.50–4.49 Дуже добре
- 4.50–5.00 Відмінно

## Рівень інфляції
Значний рівень інфляції спостерігається в початковій освіті та, в меншій мірі, у середній освіті. У 2008/09 навчальному році майже 168 000 з 365 000 учнів початкової школи були оцінені на "відмінно" за середнім балом. Батьківський тиск на вчителів було визначено як основну причину. 